# Марефоски, Просперо
Просперо Марефоски (итал. Prospero Marefoschi; 24 сентября 1653, Мачерата, Папская область — 24 февраля 1732, Рим, Папская область) — итальянский куриальный кардинал, доктор обоих прав. Секретарь Священной Конгрегации Тридентского собора с 1 июля 1706 по 20 декабря 1724. Генеральный викарий Рима с 13 июня 1726 по 24 февраля 1732. Титулярный архиепископ Кирены с 1 июня 1711 по 3 февраля 1721. Титулярный архиепископ Кесарии Капподакийской с 3 февраля 1721 по 20 декабря 1724. Кардинал-священник с 20 декабря 1724, с титулом церкви Сан-Кризогоно с 29 января по 19 ноября 1725. Кардинал-священник с титулом церкви Сан-Каллисто с 19 ноября 1725 по 20 сентября 1728. Кардинал-священник с титулом церкви Сан-Сильвестро-ин-Капите с 20 сентября 1728 по 24 февраля 1732.